# Ходаковські
Ходаковські або Малкевич-Ходаковські гербу Доленга (пол. Chodakowscy, рос. Ходаковские) — давній боярський, шляхетський, а пізніше також дворянський рід відомий з XVI ст., який походив від власників села Ходаки в Київському воєводстві. 

## Походження
Першим відомим предком Ходаковських був господарський зем'янин Василь Малькевич, що згадується з 1569 року. 
4 лютого 1570 — Король Польський Сигізмунд ІІ Август «за військову, господарську земську службу» підтвердив йому, а також представникам родин Меленєвських, Багриновських, Каленських та Білошицьких їхні шляхетські права. 
Василь Малькевич залишивши після себе дітей Василя I — бездітного, Павла-Мирука, Василя II і Демида-Данила Ходаковських, від Мирука пішла гілка Мируковичів-Ходаковських, від Василя II пішла гілка Малькевичів-Ходаковських, від Демида-Данила пішла гілка Демидовичів-Ходаковських.
На початку XIX ст. Ходаковські були внесені в шосту частину Родовідної книги Волинської губернії, а гілка Малькевич-Ходаковських в першу.

## Привілеї
- Сигізмунд Август 4 лютого 1570, у Варшаві
- Стефан Баторій 10 серпня 1576 року, у Варшаві
- Сигізмунд III 3 червня 1589, в Бресті
- Владислав IV 27 лютого 1635 року, у Варшаві
- Ян ІІ Казимир
- Міхал Корибут Вишневецький

## Родовід
- Василь Малкович (пом. після 1573), господарський дворянин[2], київський дружинник.[3] В середині XVI ст. в своєму селі Ходаки разом з Василем Митковичем Меленевичем, Богданом Єсковичем та Іваном Юревичем Багриновичем організували зем'янську колонію.[3] Брав участь у складі делегації до Києва в обороні прав зауських бояр.[3] 4 лютого 1570 р. отримав привілей на Ходаковщину[b], яку в 1573 р. розділив між синами.[5]
  - Василь, в 1577 р. продав свою п'яту частину Ходаків Єльцям.[6][3] Помер бездітним.
  - Павло Мірук
    - Василь
    - Гаврило
      - Гордій
      - Григорій

    - Демид

  - Василь
    - Маркіян
      - Федір
        - Онуфрій

      - Корній (пом. після 1646) — 13 лютого 1635 р. на Генеральному сеймі в Варшаві разом з іншими зауськими шляхтичами подав чолобитну королю Владиславу IV Вазі.[2]
      - Роман
      - Йосип
        - Ралівон
        - Веремій
        - Леон
        - Никифор

      - Григорій
      - Іван

    - Федір
      - Григорій
      - Петро
      - Йосип
      - Герасим
      - Іван
        - Григорій
        - Іван

      - Роман
        - Василь
        - Михайло

      - Суприм
        - Тимофій
        - Михайло

      - Максим
      - Мелешко

    - Іван
    - Опанас
      - Яцентій
        - Іван

      - Ністрат
        - Микола
        - Олександр

      - Гапон
      - Іван
      - Опанас
        - Євстрат
        - Іван

      - Дем'ян

    - Наум
      - Степан
      - Олексій
      - Василь
      - Стецько-Степан

    - Михайло
    - Павло
      - Кузьма
        - Франц

      - Фома (Томаш)
      - Тимофій
        - Самійло
        - Поцей
        - Яцько, інок.[6]

      - Дем'ян

  - Демид-Данило
    - Семен
      - Свірид
        - Тиміш-Тимофій

      - Григорій
      - Кирик-Корній (пом. після 1646), в 1632 р. виступав свідком в овруцькому суді у справі про крадіжку меду з бортів селян пана Липлянського та дворян Ходаковських і Каленських.[2][7]
        - Ігнат
        - Клим

    - Григорій
      - Федір
        - Фома (Томаш), в 1689 р. в Києві подав маніфест в якому було вказано що в 1648 р. козаки спалили родову маєтність Ходаки з усіма документами, і в тому числі привілеєм на шляхетство.[5]
          - Григорій
          - Олександр
          - Маріанна

      - Іван
      - Роман
      - Богдан